# Pertunda
Pertunda est une divinité mineure de la mythologie romaine. Cette déesse présidait la fonction de l'acte de consommation du mariage par la défloration. La tradition voulait qu'une petite statuette représentant la figure nue de la déesse soit disposée dans un endroit bien en vue dans la chambre nuptiale, ce qui était de bon augure pour le nouveau couple.

« 
Etiamne Pertunda, quae in cubiculis praesto est virginalem scrobem effodientibus maritis? 

N’y a-t-il pas aussi Pertunda qui aide, dans le lit, les maris à pénétrer l’hymen?

 (littéralement : à ouvrir le trou virginal) »
— (Arnobe, Adversus Nationes, livre IV, chapitre 7)